# Хензел и Гретел: Ловци на вещици
„Хензел и Гретел: Ловци на вещици“ (на английски: Hansel and Gretel: Witch Hunters) е американски фантастичен екшън филм режисиран от Томи Уиркола в 3D.
В главната роля е Джереми Ренър. Лентата е продължение на класическата приказка Хензел и Гретел на братя Грим. Световната премиера е насрочена за 25 януари 2013.

## Сюжет
Приключенско-фантастичния филм „Хензел и Гретел: Ловци на вещици“ е динамичен, суров и мрачен прочит на познатата история за брат и сестра, изоставени в нощта в близката гората от собствения им баща който ги изоставя сам самички там, по заповед на родната им майка която го очаква да се върне вкъщи сам . Те след като се е съмнало попадат в бонбонената къщичка на зла вещица чиито врати се отварят след като огладнелите сестра и братчето ѝ опитват от примамливите лакомства залепени по екстериора на чудната къщичка. После те съумяват да напъхат в горяща домашна пещ злата вещица където тя изгаря .С характерен черен хумор и зрелищни визуални ефекти, филмът проследява порасналите Хензел (Джереми Ренър изпълнява ролята му) и Гретел (Джема Артъртън изпълнява ролята ѝ) 15 години след като едва са се изплъзнали от ръцете на вещицата. Отлично обучени и безстрашни професионални ловци на глави - доказано успешни експерти в откриването и убиването на вещици: двамата са силни бойци - отдадени на каузата и на грижата да се закрилят взаимно. Скрит зад клоните тролът Едуард вижда как ловците които шерифа е наел се саморазправят с Гретел, чиито брат Хензел е пленен временно и е окачен на въже да виси с главата надолу от клон на високо дърво в гората, но оцелялата бяла вещица Мина му помага да слезе успешно жив на земята .Тролът Едуард изскача от укритието си зад клоните и смачква главите на наетите от шерифа ловци един по един в яростта си . Във време на проучването на една гора денем Хензел и Гретел неочаквано за тях самите виждат родната си къща , където малко след това влиза непоканена злата вещица Мюриел им разказва за добрата вещица Адрияна която била изгорена жива с цел нейното сърце да бъде ползвано в отвара която ще направи вещиците неуязвими за огъня , а малко след това бащата на Хензел и Гретел им бива обесен край собствената му жена Адрияна която е добра вещица .  Злата вещица Мюриъл успява да възпре ръката на Хензел която се опитва чрез нож да я промуши и бързо го блъска към дупка водеща в избено помещение , а Мюриел отвлича Гретел . Добрата вещица Мина (която Гретел и Хензел нареме успяват да спасят от публично смъртно наказание) се грижи за изоставения Хензел като за целта му дава да изпие целебна отвара . Добрата вещица Мина чете текст от гримоара на Абрамелин в резултат на което вода в крушообразен прозрачен съд бива така да се каже осветена и с нея биват напръскани всички оръжия които ще бъдат ползвани в решаващата битка със злите вещици които ще се съберат на свещения за тях сабат който ще бъде под светлината на т. нар. „кървава“ луна (рядко астрономично явление по време на което Земята временно е разположена точно между Слънцето и Луната) . Злата вещица Мюриъл тъкмо отива да изтръгне сърцето на живата Гретел чиито ръце са оковани и закрепени за скала, но тролът Едуард навреме удря силно злата вещица Мюриъл и тя отхвърча на няколко метра като след това тя пада на земята . Мюриъл се свестява по някое време и с нож в ръка се надвесва над падналата на земята Гретел но пък секунди преди да я промуши смъртоносно се вижда как слънцето изгрява и поради това злата вещица Мюриъл губи голяма част от силата си след което яхва метлата си и отлита към близката гора . Гретел открива в гората падналия трол Едуард и чрез електрошоков апарат захранван от ръчно задвижвано динамо успява да го свести навреме . Гретел, Хензел и младо момче от града в ролята на техен помощник откриват отново къщата със захаросани сладкиши, но в това време злата вещица Мюриъл, ползвайки временните им изненада и умора скришом се доближава в гръб към младия им помощник и заплашително доближава остър нож към гърлото на младия им помощник, като в същото време Хензел е насочил заредено многоцевно оръжие с ротираща предна част към злата вещица Мюриъл . Мюриъл успява да промуши чрез тънък остър нож Мина & тя умира секунди след това паднала на земята, но за щастие преди това успява да изпрати енергийни лъчи към злата вещица Мюриъл, но & Мюриъл изпраща енергийни лъчи към Мина . Гретел & Хензел успяват да приклещят злата вещица Мюриъл в къщичката която е отрупана отвън с лакомства и след кратка схватка Хензел ползвайки лопатата за  пещта разединява главата на злата вещица Мюриъл от торса ѝ & я хвърля в угасналото огнище на метри от нейното мъртво тяло . Наети да помогнат на жителите на малък град - ловците Хензел и Гретел след кратка битка със злите вещици освобождават пленените в немския град Аугсбург деца и ги предават живи и здрави на жителите му . След това Гретел & Хензел придружавани от младия им помощник ,& от тролът Едуард продължават към необхождани дотогава от тях самите територии да дирят, залавят & умъртвяват зли вещици .

## Премиера
Световната премиера на филма е на 25 януари 2013, но седмица по-рано (17 януари 2013) първо излиза в Русия. Два дни преди световната премиера (23 януари 2013) лентата излиза във Филипините, а ден-по късно (24 януари 2013) в Аржентина, Чили, Гърция, Хонконг и Перу.
В България филмът е забранен за лица под 12 години.

## Актьорски състав
| Актьор / Актриса    | Персонаж                          |
| ------------------- | --------------------------------- |
| Джереми Ренър       | Хензел                            |
| Джема Артъртън      | Гретел                            |
| Фамке Янсен         | Мюриъл                            |
| Питър Стормър       | Шериф Беринджър                   |
| Дерек Миърс         | Едуард                            |
| Моник Гардертън     | Вещицата от къщата на лакомствата |
| Ингрид Болсо Бердал | Вещица                            |

## „Хензел и Гретел: Ловци на вещици“ в България
На 19 октомври 2014 г. се излъчва за първи път по Нова телевизия с български дублаж за телевизията. Екипът се състои от:
| Роля                | Изпълнител                                                                                             |
| ------------------- | --- |
| Преводач            | Благовест Костадинов                                                                                   |
| Режисьор на дублажа | Димитър Кръстев                                                                                        |
| Тонрежисьор         | Димитър Кукушев                                                                                        |
| Озвучаващи артисти  | Даниела Йорданова Христина Ибришимова Лиза Шопова Димитър Иванчев Симеон Владов Стефан Сърчаджиев-Съра |